# Arnara
Arnara là một đô thị thuộc tỉnh Frosinone trong vùng Lazio nước Ý. Đô thị này có diện tích 12 km², dân số 2453 người.
Đô thị này có làng trực thuộc: Colle Orso, Costa Grande, Sterparo.
Đô thị này giáp các đô thị sau: Ceccano, Frosinone, Pofi, Ripi, Torrice.